# Euxenit
Euxenit hay euxenit-(Y) (tên khoáng vật học chính xác) là một loại khoáng vật có màu đen nâu, có ánh kim loại, có công thức hóa học là (Y,Ca,Ce,U,Th)(Nb,Ta,Ti)2O6

## Hóa học
Nó chứa calci, niobi, tantali, xeri, titan, ytri, và đặc biệt là urani và thori, với các kim loại khác. Một phần của nó có dạng vô định hình do sự phân hủy phóng xạ.
Euxenit tạo thành một loại liên tục với loại polycrase-(Y) giàu titan có công thức (Y,Ca,Ce,U,Th)(Ti,Nb,Ta)2O6

## Phân bố
Nó có mặt trong granit pegmatit và cát đen.
Nó được tìm thấy ở nhiều nơi trên toàn cầu, nổi tiếng nhất là ở Jølster, Sunnfjord, Na Uy. Các nơi khác như dãy Ural, Nga; Thụy Điển; Minas Gerais, Brazil; Ampangabe, Madagascar; Ontario, Canada; và Arizona, Wyoming và Colorado ở Hoa Kỳ.

## Sử dụng
Euxenid9uo775c khai thác để tách đất hiếm. Các tinh thể lớn ít gặp cũng có thể được dùng làm trang sức.